# Nyctunguis auxus
Nyctunguis auxus är en mångfotingart som beskrevs av Chamberlin 1941. Nyctunguis auxus ingår i släktet Nyctunguis och familjen småjordkrypare. Inga underarter finns listade i Catalogue of Life.